# Julian Palmieri
Julian Palmieri (Lyon, 7 december 1986) is een Frans voetballer die bij voorkeur als linksback speelt. Hij tekende in 2017 bij FC Metz.

## Clubcarrière
Palmieri werd geboren in Lyon en speelde in de jeugd bij Olympique Lyon en SC Bastia. Na drie wedstrijden in het eerste elftal van Bastia trok hij naar het Italiaanse FC Crotone. In 2007 tekende de vleugelverdediger bij FC Istres. Twee jaar later trok hij naar Paris FC maar na één seizoen keerde hij alweer terug bij FC Istres. In 2012 keerde Palmieri terug bij SC Bastia. In vier seizoenen maakte hij vijf doelpunten in 132 competitieduels. In 2016 tekende hij een tweejarig contract bij Lille OSC. Op 13 augustus 2016 debuteerde de linksachter voor zijn nieuwe club in de competitiewedstrijd tegen FC Metz. Eind augustus 2017 namen club en speler afscheid van elkaar. Palmieri vond op 8 november 2017 in FC Metz een nieuwe werkgever.